# Elisabeth Langgässer
Elisabeth Langgässer (ur. 23 lutego 1899 w Alzey, zm. 25 lipca 1950 w Karlsruhe) – niemiecka pisarka i nauczycielka.

## Życiorys
Langgässer urodziła się rodzinie należącej do klasy średniej. Ojciec Eduard Heinrich Langgässer (z pochodzenia Żyd) przed ślubem przeszedł na katolicyzm. Matka Eugenia Dienst była katoliczką. Mieli dwójkę dzieci. Oprócz Elisabeth, syna Heinricha. W 1922 roku została nauczycielką w szkole. W 1929 roku po romansie z Hermannem Hellerem, który był żonaty, urodziła nieślubną córkę Kordelię, za co została zwolniona z pracy w szkole. Wtedy postanawia poświęcić się karierze literackiej. W 1935 roku wyszła za mąż za Wilhelma Hoffmana i razem mieli trzy córki. 

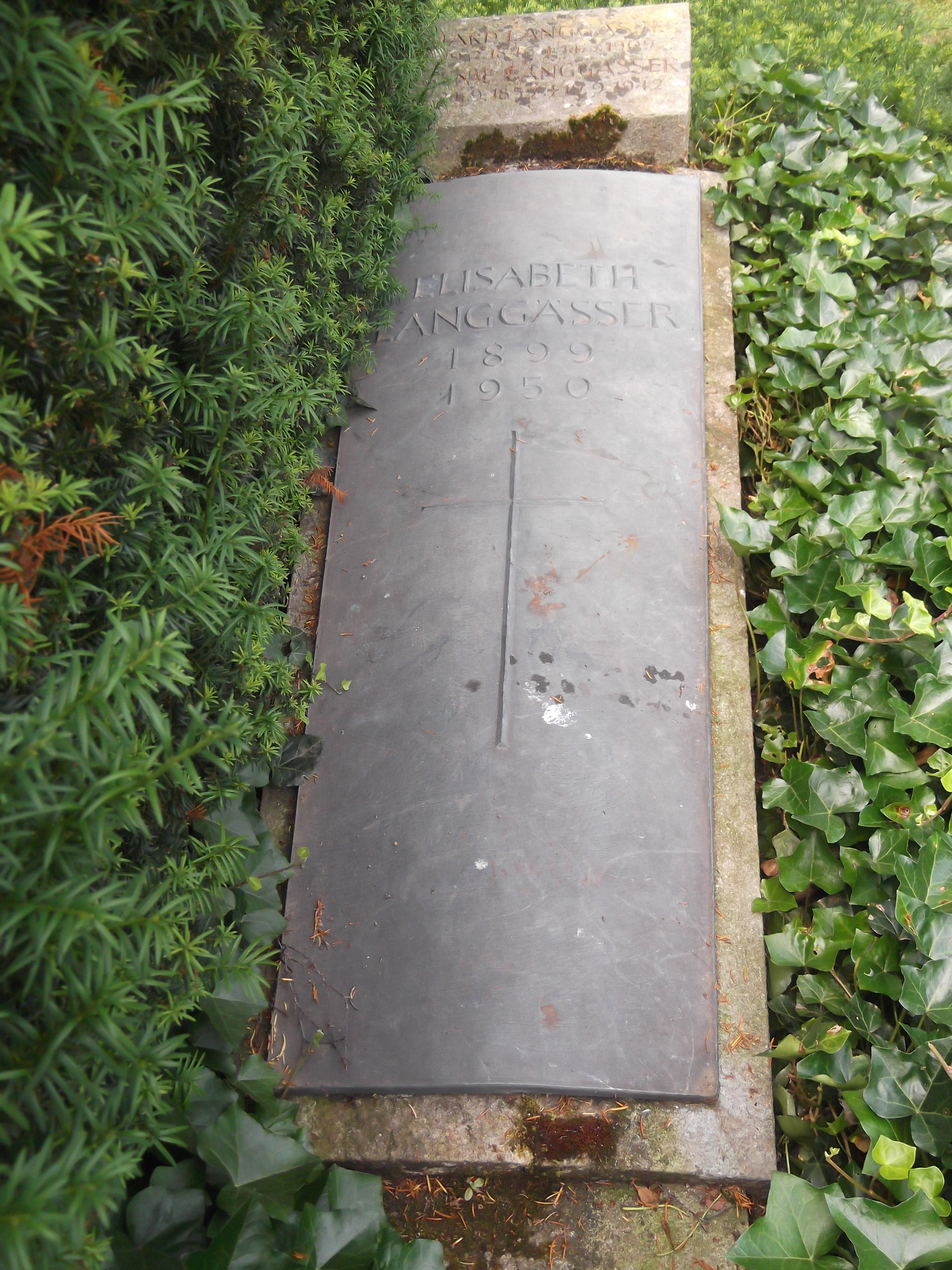
Grobowiec Langgässer na cmentarzu w Darmstadt

Langgässer jako pisarz należała do Reichsschrifttumskammer (Izby Piśmiennictwa Rzeszy), jednak w 1936 roku z powodów rasowych została wykluczona. Okazało się, że miała żydowskich przodków ze strony ojca, przez co została uznana za pół-Żydówkę. W sierpniu 1937 roku wysłała odwołanie do Hansa Hinkla, a w 1938 roku do Goebbelsa. Powołuje się w nim na czystość linii aryjskiej po stronie matki i wskazuje na krytykę swojego dzieła przez żydowskiego autora Alfreda Döblina. Nawet małżeństwo z Hoffmanem nie uratowało jej przed przymusową pracą. Jej nieślubna córka, Cordelia, której ojciec był Żydem, została wywieziona do obozu w Theresienstadt, a następnie w 1944 roku do Auschwitz. Cordelia przeżyła obóz wyjeżdżając na początku 1945 r. w autobusie Czerwonego Krzyża do Szwecji. Tam po odbyciu terapii wyszła za mąż za Szweda i miała z nim kilkoro dzieci. Jako korespondent szwedzkiej gazety Kordelia Edvardson wyjechała podczas wojny Jom Kippur, w 1974 roku do Izraela. W 1984 roku wydała autobiografię „Burnt Child Seeks the Fire”. Do Szwecji wróciła w 2006 roku.

### Lata powojenne
Langgässer pisała i publikował także po II wojnie światowej. W 1946 roku wydała Das unauslöschliche Siegel (Nieusuwalne piętno) która opowiada historię Żyda, który ochrzcił się, aby móc poślubić Niemkę. Akcja powieści rozpoczyna się podczas I wojny światowej, a kończy ją epilog z 1943 roku. Prace nad powieścią rozpoczęła w 1936 roku. Powieść jest uznawana za jej najlepsze dzieło. Zyskała pozytywne recenzje ze strony Hermanna Brocha i Thomasa Manna. Pisała aż do śmierci 25 lipca 1950 roku. Pośmiertnie otrzymała w 1950 roku Nagrodę Georga Büchnera.

Logo Elisabeth-Langgässer-Gymnasium

W 1954 roku pod tytułem ... soviel berauschende Vergänglichkeit: Briefe 1926-1950 (... tak wiele odurzających przemijalności: Listy 1926-1950) za zgodą męża zostały wydane jej listy. Ponownie wydała je w 1990 roku jej wnuczka Elisabeth Hoffmann, córkę Cordelii. Listy z lat 1933–1945 pokazują jaki wpływ na rodzinę Langgässer miały ustawy norymberskie.

## Upamiętnienie
- Jej imię nadano ulicom w Niemczech, m.in. w 1967 roku ulicy w Kolonii[11].
- W 1991 roku najstarszą szkołę w Alzey nazwano Elisabeth-Langgässer-Gymnasium[12].

## Twórczość
- Der Wendekreis des Lammes (Konstelacja Barana. Hymn zbawienia) (poezja liryczna), 1924
- Das Triptychon des Teufels (Tryptyk diabła), zbiór nowel 1932
- Proserpina, powieść 1933
- Die Tierkreisgedichte (wiersze), 1935
- Der Gang Durch das Ried (Droga przez moczary), 1936
- Rettung am Rhein. Drei Schicksalsläufe, 1938
- Das unauslöschliche Siegel (Nieusuwalne piętno), 1946
- Der Laubmann und die Rose (Człowiek leśny i róża), 1947
- Der Torso (Wierna Antygona), 1947
- Das Labyrinth, 1949
- Märkische Argonautenfahrt (nowy fragment), 1950
- Geist in den Sinnen behaust (Duch zadomowiony w zmysłach) 1951

W języku polskim wydano 2 książki:
- Droga przez moczary (1971)
- Wierna Antygona (1958)